# Catalogus Codicum Astrologorum Graecorum
Der Catalogus Codicum Astrologorum Graecorum (abgekürzt CCAG) ist ein Katalog antiker altgriechischer Schriften und Fragmente astrologischen Inhalts in 12 Bänden, aufgeteilt in 20 Teilbände, die zwischen 1898 und 1953 im Verlag Lamertin in Brüssel erschienen sind. Der Inhalt der Bände orientiert sich an den Bibliotheksstandorten der erfassten Manuskripte, wobei das Werk sich auf die europäischen Bibliotheken beschränkt. Die Teilbände sind jeweils in zwei Abschnitte gegliedert. Der erste Abschnitt enthält detaillierte Nachweise der erfassten Schriften der Bibliotheken einer Stadt oder eines Landes. Der zweite Abschnitt enthält Anhänge, insbesondere umfangreiche Exzerpte mit Fußnoten und Lesarten, sowie einen Index der in den Texten genannten Autoren und ein Glossar astrologischer Begriffe. Ein erheblicher Teil der erfassten Schriften ist anonym, der Großteil sind byzantinische Manuskripte oder spätere Kopien byzantinischer Manuskripte.
Das Werk geht auf eine Initiative des belgischen Altphilologen Franz Cumont zurück, der dem Werk nicht nur einen erheblichen Teil seines Lebens widmete, sondern durch einen Nachlass auch sicherstellte, dass Mittel für die Publikation der restlichen Bände verfügbar waren. Der nach über einem halben Jahrhundert zuletzt veröffentlichte Band 9 erschien mit Unterstützung der American Philosophical Society.

## Herausgeber
- Domenico Bassi
- Franz Boll
- Pierre Boudreaux
- Franz Cumont
- Armand Delatte
- Joseph Heeg
- Wilhelm Kroll
- Emidio Martini
- Alessandro Olivieri
- Charles-Émile Ruelle
- Mstislav Antonini F. Šangin
- Stefan Weinstock
- Carlo Oreste Zuretti

## Bände
- Band 1: Codices Florentini. Hrsg. von Alessandro Olivieri. 1898, Digitalisat.
- Band 2: Codices Veneti. Hrsg. von Wilhelm Kroll, Alessandro Olivieri. 1900, Digitalisat.
- Band 3: Codices Mediolanenses. Hrsg. von Emidio Martini, Domenico Bassi. 1901, Digitalisat.
- Band 4: Codices Italicos praeter Florentinos, Venetos, Mediolanenses, Romanos. Hrsg. von Domenico Bassi. 1903, Digitalisat.
- Band 5: Codices Romani, Teil 1. Hrsg. von Franz Cumont, Franz Boll, Wilhelm Kroll, Joseph Heeg. 1904, Digitalisat.
- Band 5: Codices Romani, Teil 2. Hrsg. von Franz Cumont, Franz Boll, Wilhelm Kroll, Joseph Heeg. 1906, Digitalisat.
- Band 5: Codices Romani, Teil 3. Hrsg. von Franz Cumont, Franz Boll, Wilhelm Kroll, Joseph Heeg. 1910, Digitalisat.
- Band 5: Codices Romani, Teil 4: Porphyrius, Ptolemäus. Hrsg. von Franz Cumont, Franz Boll, Wilhelm Kroll, Joseph Heeg. 1940, Digitalisat.
- Band 6: Codices Vindobonenses. Hrsg. von Wilhelm Kroll. 1903, Digitalisat.
- Band 7: Codices Germanici. Hrsg. von Franz Boll. 1908, Digitalisat.
- Band 8: Codices Parisini, Teil 1. Hrsg. von Franz Cumont. 1929, Digitalisat.
- Band 8: Codices Parisini, Teil 2. Hrsg. von Charles-Émile Ruelle. 1911, Digitalisat.
- Band 8: Codices Parisini, Teil 3. Hrsg. von Pierre Boudreaux. 1912, Digitalisat.
- Band 8: Codices Parisini, Teil 4. Hrsg. von Pierre Boudreaux. 1921, Digitalisat.
- Band 9: Codices Britannici, Teil 1: Codices Oxoniensis. Hrsg. von Stefan Weinstock. 1951.
- Band 9: Codices Britannici, Teil 2: Codices Londinenses, Cantabrigienses. Hrsg. von Stefan Weinstock. 1953.
- Band 10: Codices Athenienses. Hrsg. von Armand Delatte. 1924.
- Band 11: Codices Hispanienses, Teil 1: Codices Scorialenses. Hrsg. von Carlo Oreste Zuretti. 1932, Digitalisat.
- Band 11: Codices Hispanienses, Teil 2: Codices Scorialenses Matritenses Caesaraugustani. Hrsg. von Carlo Oreste Zuretti. 1934.
- Band 12: Codices Rossici. Hrsg. von Mstislav Antonini F. Šangin. 1936.

Alle Bände erschienen bei Lamertin in Brüssel.